# Toxeuma gerra
Toxeuma gerra är en stekelart som beskrevs av Steven L. Heydon 1988.
Toxeuma gerra ingår i släktet Toxeuma och familjen puppglanssteklar. Inga underarter finns listade i Catalogue of Life.